# くせ (世にも奇妙な物語)
「くせ」は、テレビドラマ『世にも奇妙な物語』の中の1話。1990年7月12日放送。第17作目。同回の作品に「半分こ」、「死ぬほど好き」がある。

## ストーリー
真理子は美人であったが男性に好かれないようにと地味な格好で生活していた。そんなある日、良平と出会うが真理子は好かれないように素っ気無い態度を取る。実は真理子には男性に褒められると周辺の物を無意識に盗んでしまうという盗癖があったのだ…。

## キャスト
- 吉永真理子：菊池桃子
- 笹岡良平：宮川一朗太
- 眼鏡屋の店員：ハント敬士
- キャッチセールスの男：東利明、吉田晃太郎
- エレベーターに乗る男：タモリ

## スタッフ
- 企画：小牧次郎、石原隆（フジテレビ）
- プロデューサー：佐藤敦、北島和久、日比生信義（日活）
- 脚本：両沢和幸
- 演出：金沢克次
- 音楽：蓜島邦明
- 製作：日活